# Aristeguietia discolor
Aristeguietia discolor es una especie de planta de flor de la familia Asteraceae. Es endémica del Perú. Está amenazada por pérdida de hábitat.

## Propiedades
Contiene flavonol glicósidos que pueden ser útiles en el tratamiento de la adicción a los opiáceos.

## Taxonomía
Aristeguietia discolor fue descrita por (DC.) R.M.King & H.Rob. y publicado en Phytologia 30: 220. 1975.
Sinonimia
- Eupatorium discolor DC.[5]